# سامان رضی
سامان رضی، (متولد ۴ فروردین ۱۳۶۵ در لنگرود) وزنه‌بردار ملی پوش ایرانی است. او دارای مدال برنز در مسابقات پارالمپیک ۲۰۲۰ و یک طلا و یک نقره در رقابت‌های جام جهانی وزنه‌برداری است و سابقه حضور در بازی‌های آسیایی (یک نقره و یک برنز) را دارد. او دانش آموخته مقطع کارشناسی ارشد تربیت بدنی می‌باشد.

## فعالیت ورزشی

### فعالیت در رشته‌های مختلف ورزشی
سامان رضی، قبل از ورود به وزنه‌برداری، در رشته‌های ورزشی تکواندو، فوتبال و بدن‌سازی فعالیت می‌کرد.

### ورود به وزنه‌برداری
او بعد از سانحه رانندگی که منجر به آسیب دیدن یک پایش شد، رو به ورزش وزنه‌برداری معلولان آورد.اولین رویداد بین‌المللی که در آن شرکت کرد، مسابقات قهرمانی آسیا مالزی در سال ۲۰۱۳ بود که موفق شد در دسته ۸۸ کیلوگرم صاحب یک مدال نقره شود.

## افتخارات
| مسابقات                        | سال  | میزبان                  | مدال                          |
| ------------------------------ | ---- | ----------------------- | ----------------------------- |
| مسابقات جهانی                  | ۲۰۲۱ | تفلیس (گرجستان)         | نشان برنز در دسته ۱۰۷ کیلوگرم |
| پارالمپیک                      | ۲۰۲۱ | توکیو (ژاپن)            | نشان برنز در دسته ۱۰۷ کیلوگرم |
| مسابقات جهانی                  | ۲۰۲۱ | تایلند                  | نشان طلا در دسته ۱۰۷ کیلوگرم  |
| بازی‌های پاراآسیایی             | ۲۰۱۸ | جاکارتا (اندونزی)       | نشان برنز در دسته ۱۰۷ کیلوگرم |
| مسابقات آزاد آسیا و اقیانوسیه  | ۲۰۱۸ | ژاپن                    | نشان برنز در دسته ۱۰۷ کیلوگرم |
| پارالمپیک                      | ۲۰۱۶ | ریو دو ژانیرو (برزیل)   | کسب عنوان چهارم               |
| مسابقات جهانی                  | ۲۰۱۶ | دبی (امارات متحده عربی) | نشان نقره در دسته ۸۸ کیلوگرم  |
| بازی‌های پاراآسیایی             | ۲۰۱۴ | اینچئون (کره جنوبی)     | نشان نقره در دسته ۹۷ کیلوگرم  |
| مسابقات وزنه برداری پاراآسیایی | ۲۰۱۳ | مالزی                   | نشان نقره در دسته ۸۸ کیلوگرم  |